# Григорьев, Александр Андреевич
Александр Андреевич Григорьев (4 октября 1949, Ленинград — 10 декабря 2008, Москва) — российский государственный деятель, руководитель Федерального агентства по государственным резервам (2001—2008 гг.), генерал-полковник.

## Биография
Образование высшее. В 1973 году окончил Ленинградский Военно-механический институт, в 1975 году — Высшую школу КГБ при Совете Министров СССР. В 1973—1975 годах — инструктор Ленинградского горкома ВЛКСМ. С 1975 по 2001 год служил в органах государственной безопасности.
В 1983—1985 годах участвовал в войне в Афганистане, в качестве сотрудника представительства КГБ СССР при органах безопасности Демократической Республики Афганистан в провинции Герат.
«Звонил мне тогда помощник Собчака: „Назначайте Александра Григорьева!“ Я Сашу знал хорошо и давно, но была проблема — он был прикомандирован к епархии РПЦ и на тот момент имел сан. Пришлось идти к Ельцину, он, естественно, кандидатуру не поддержал: на фоне скандалов вокруг разоблачения связей РПЦ с КГБ такое назначение было бы воспринято в штыки многими. Кстати, Григорьев все же возглавил питерскую ГБ, но уже в 1994-м…».
В 1994 году был назначен первым заместителем начальника управления ФСБ по Санкт-Петербургу и Ленинградской области. С 28 августа по октябрь 1998 года служил руководителем департамента экономической безопасности ФСБ России.
В 1998—2001 годах — заместитель директора ФСБ России, начальник управления ФСБ по г. Санкт-Петербургу и Ленинградской области, член коллегии ФСБ России. Утверждают, что «…именно Григорьев убедил Алексия Второго выступить на Западе с заверениями в том, что следующий Президент России после Б. Ельцина продолжит демократический путь развития страны».
В начале 2001 года назначен советником директора ФСБ России.
С 19 июля 2001 года — генеральный директор Российского агентства по государственным резервам.
Имел воинское звание генерал-полковник, был кандидатом экономических наук.
Скоропостижно скончался 10 декабря 2008 года в собственной квартире в Москве. Похоронен на Серафимовском кладбище в Санкт-Петербурге.

## Семья
Жена — Светлана Георгиевна (1951—2002 гг.). Дочь — Ольга

## Награды
- Орден «За заслуги перед Отечеством» II степени (17 декабря 2008, посмертно) — за заслуги в организации и реализации мероприятий по оказанию помощи пострадавшему населению Республики Южная Осетия[6]
- Орден «За заслуги перед Отечеством» IV степени (20 июля 2006 года) — за заслуги в управлении государственным материальным резервом и многолетнюю добросовестную службу[7]
- Орден «За военные заслуги» (1998 год) — за обеспечение государственной безопасности Российской Федерации
- Орден Дружбы народов (1984 год)
- Медаль «За отвагу» (1986 год)
- Медаль «Данк» (Кыргызстан, 20 мая 2003 года) — за заслуги в укреплении дружбы и сотрудничества между Российской Федерацией и Кыргызской Республикой[8]